# Vazmeno trodnevlje
Vazmeno trodnevlje ili Sveto trodnevlje (lat. Sanctum Triduum) je najznačajnije vrijeme u liturgijskoj godini, dio Velikoga tjedna u kojemu kršćani slave otajstva muke, smrti i uskrsnuća Isusa Krista. Počinje Misom večere Gospodnje na Veliki četvrtak, dostiže vrhunac u obredima Velikoga petka i završava početkom Vazmenog bdjenja u večer Velike subote.
Vazmeno trodnevlje čine:
- Veliki četvrtak (od Mise večere Gospodnje) – spomendan Isusove posljednje večere,
- Veliki petak – spomendan Isusove muke i smrti,
- Velika subota – dan tišine, molitve i pohoda Božjeg groba.

Na Veliki četvrtak prestaju zvoniti zvona u crkvama i ne sviraju orgulje do Slave Vazmena bdjenja.

## Oprost
Tijekom Vazmena trodnevlja, Katolička Crkva nudi mogućnost udjeljivanja potpuna oprosta na sljedeće načine:
- na Veliki četvrtak:
  - pobožnim recitiranjem ili pjevanjem hvalospjeva Tantum ergo (Divnoj dakle) tijekom prijenosa Svetootajstva iz svetohraništa u bočni oltar ili nakon mise;
  - polusatnim euharistijskim klanjanjem;
- na Veliki petak:
  - pobožnim sudjelovanjem u klanjanju sv. križu u Obredima Velikog petka;
  - molitvom križnog puta;
- na Veliku subotu:
  - molitvom krunice dviju ili više osoba;
  - sudjelovanjem u Vazemnu bdjenju i obnovom krsnih obećanja u liturgiji bdjenja.

## Unutarnje poveznice
| Portal:Kršćanstvo | Portal: Kršćanstvo |

- Žudije